# Strada Statale 29 del Colle di Cadibona
Die Strada Statale 29 (SS29) ist eine italienische Staatsstraße, die 1928 zwischen Poirino und Savona festgelegt wurde. Sie geht zurück auf die 1923 auf gleichem Laufweg festgelegte Strada nazionale 46. Wegen ihrer Führung über den Pass Colle di Cadibona trägt sie den namentlichen Titel Del Colle di Cadibona. Ihre Länge beträgt 154 Kilometer.
1956 wurde die SS10 zwischen Villanova d’Asti und Turin auf einen nördlichen Verlauf über andere Orte verlegt. Deswegen verlängerte man die SS29 über die alte Trasse der SS10 nach Turin. Der Abschnitt zwischen Poirino und Villanova d’Asti wurde zum Seitenast SS29racc. dieser Seitenast wurde 2001 zunächst zur Regionalstraße und dann 2007 zur Provinzialstraße abgestuft und trägt heute die Nummer SP29racc. Ebenso wurde die SS29 2001 zur Regionalstraße abgestuft. 2008 wurde der Abschnitt zwischen Turin und Santena zur Provinzialstraße SP29, was zur Folge hatte, dass die bisherige SP29 di Oviglia zur SP729 wurde; der Abschnitt von Alba bis zur Grenze nach Ligurien wurde zur SP429 di Cortemilia. In Ligurien selbst wurde die Straße wieder der ANAS übergeben und ist somit wieder Staatsstraße.
Auf Umgehungsstraßen läuft die (ex) SS29 in Poirino, Montà, Canale, Dego, Cairo Montenotte und Altare.